# Пийчез
Пийчез (на английски: Peaches) е сценичен псевдоним на канадската изпълнителка, продуцент и текстописец Мерил Бет Нискър (на английски: Merrill Beth Nisker), родена 1968 в Торонто, Канада.
Пийчез е музикант занимаващ се с електронна музика, в частност електроклаш. Повечето ѝ песни са на сексуална тематика. Живее и работи в Берлин, Германия.

## История
Преди да започне да се занимава професионално с музика, Мерил е била начална учителка по музика и театър. Сега освен, че е певица, тя също така свири на всички инструменти при записването на песните си, също така работи сама с програмите за електронна музика и се самопродуцира.
Песните ѝ са включени в множество популярни филми като например „Изгубени в превода“, „Гадни момичета“, „Окото на смъртта“ и други. Музиката ѝ е част от саундтрака на сериали като The L Word и Ugly Betty. Peaches е гост вокал в албума на американската поп-рок изпълнителка Pink Try This, появявайки се в песента Oh My God. Също така осигурява вокали за песента на немската електроклаш група Chicks on Speed We Don't Play Guitars от албума 99 Cents.
За албума си от 2006 Impeach My Bush Мерил работи с музикантите ДжейДи Самсън, Джошуа Хом, Рейдио Слоун и перкусионистката Саманта Малууни, които тя нарича на галено The Herms (съкратено от hermaphrodites – хермафродити). Колаборативното им сценично име Peaches & (the) Herms е пряка препратка към дуото от 70-те години на ХХ век Peaches & Herb. Пийчез заедно с лайв групата си подгряват Nine Inch Nails и Bauhaus, през втората половина от съвместното им лятно турне в Щатите.

## Тематика
Музиката на Пийчез често се занимава с половата идентичност на индивида, като много често пародира установенто полово разпределение. Текстовете ѝ и изпълненията ѝ на живо често замъгляват различията между мъжкото и женското, демонстрация за което е появата ѝ на обложката на албума Fatherfucker с брада. Коментарът ѝ върху тази постъпка е:
„Защо наричаме своите майка ебач майка? Защо когато си нараним пръста и казваме „Ахх, майка ти да еба!“? Какво е това мамка му да еба? Използваме този израз всекидневно и не се замисляме в колко широк използван израз се е превърнал. Не съм от срамежливите, които ще се раздалечават от всекидневната употреба на тази нецензурна дума. Мамка му да еба си е достатъчно популярно. Но ако ще използваме мамка му да еба, защо да не казваме и баща му да еба? Просто искам нещата да са наравно.“
Тя отрича фройдистките нападки, че завижда на притежателите на пенис, казвайки, че завижда на хермафродитните създания, защото във всеки от нас има доста от мъжкото и женското. Пийчез не се притеснява от това да се самоопределя като сексуално активна, която споделя интереси и към двата пола, т.е. е бисексуална.

## Дискография

### Албуми
Fancypants Hoodlum (1995)(като Мерил Нискър)
1. Tic Toc (1:54)
2. Flexy Boy (3:40)
3. Throw My Name (4:23)
4. Skybag (4:37)
5. Radio (3:47)
6. Maniac (4:08)
7. I Give (2:41)
8. I Want Something (3:12)
9. Park Spot (3:08)
10. High School Confidential (5:06)
11. Kung Fu Fighting (3:26)
12. Stressed Out (3:41)
13. (silent track) (3:31)
14. Untitled Bonus Track (2:33)

The Teaches of Peaches (2000)
1. Fuck the Pain Away – 4:08
2. AA XXX – 4:30
3. Rock Show – 2:10
4. Set It Off – 3:15
5. Cum Undun – 4:20
6. Diddle My Skittle – 4:37
7. Hot Rod – 4:43
8. Lovertits – 4:42
9. Suck and Let Go – 6:27
10. Sucker – 3:37
11. Felix Partz – 4:28

преиздадената версия съдържа и следните бонус песни:
1. Keine Melodien – 3:26
2. Casanova – 3:31
3. Sex (I'm A) – 3:39
4. Felix Partz (Remake W/ Gonzales) – 2:57
5. Fuck the Pain Away (Kid606's Going Back to Bali Remix) – 5:03
6. Set It Off (Radio Mix by Tobi Neumann) – 5:32

Fatherfucker (2003)
1. I Don't Give A ... – 1:22
2. I'm the Kinda – 3:31
3. I U She – 2:45
4. Kick It (featuring Iggy Pop) – 2:31
5. Operate – 3:29
6. Tombstone, Baby – 3:08
7. Shake Yer Dix (featuring Mignon) – 3:34
8. Rock 'N' Roll (featuring Freedom) – 4:12
9. Stuff Me Up (featuring Taylor Savvy) – 3:13
10. Back It Up, Boys – 3:59
11. The Inch – 3:21
12. Bag It – 3:05

бонус песни
1. Get Me Off (vs. Basement Jaxx) – 3:13
2. Gay Bar – 2:02
3. Sex (I'm A) – 3:40

Impeach My Bush (2006)
1. Fuck Or Kill (Peaches)
2. Tent In Your Pants (Kurstin, Peaches)
3. Hit It Hard (Maloney, Peaches, Vice Cooler)
4. Boys Wanna Be Her (Peaches)
5. Downtown (Kurstin, Peaches)
6. Two Guys (For Every Girl) (Peaches)
7. Rock The Shocker (Maloney, Peaches)
8. You Love It (Peaches)
9. Slippery Dick (Peaches)
10. Give 'er (Peaches, Rapp, Homme)
11. Get It (Peaches)
12. Do Ya (Peaches)
13. Stick It To The Pimp (Peaches)

някои издания съдържат и бонус песни
1. Make Me
2. Hanky Code
3. Damage
4. Fan Etiquette
5. Downtown (SMD Remix)
6. Natural Aphrodisiac

- Rub (2015)

### Сингли
- Lovertits (2000)
- Set It Off (2001, 2002) #36 UK
- Rock Show (2003)
- Operate (2003)
- Kick It (featuring Iggy Pop) (2004) #39 UK
- Shake Yer Dix (2006)
- Downtown (2006) #50 UK
- Boys Wanna Be Her (2006)

### Видео клипове
- Grab My Shaft (Луиз Остин и Пийчез) YouTube
- Red Leather (с Гонзалес) YouTube
- Set It Off Официален сайт
- Diddle My Skittle Официален сайт
- Rock'N'Roll Официален сайт
- Lovertits YouTube
- Rock Show YouTube
- Set It Off (2-ра версия) YouTube
- Kick It YouTube
- Operate YouTube
- Downtown YouTube
- Boys Wanna Be Her YouTube
- I'm The Kinda YouTube
- Shake Ur Dix (live) YouTube
- смесица от изпълнения на живо YouTube

### Колаборации и ремикси
- Участва в благотворителната песен на УНИЦЕФ Do They Know It's Hallowe'en?.
- Дует с Гонзалес наречен Red Leather.
- Дует с Pink Oh My God
- Свири китара и пее в песента на Chicks on Speed We Don't Play Guitars.
- Прави ремикси на Daft Punk (Technologic), Le Tigre (TKO) и Basement Jaxx (Get Me Off).
- Написва и изпява песента Drugs and Glamour на групата Removal към сингъла им Irrelevant 9.
- Колаборира с Карън Оу от Yeah Yeah Yeahs, за съвместната песен Backass.
- Колаборира с Луи Остин за песента му Grab my shaft.
- Участва в албума на Иги Поп от 2003 Skull Ring.
- Колаборация с канадския поп-изпълнител Моки.
- Дует със Snax наречен Oo She She Wa Wa от албума му From The Rocking Chair To The Stage.
- Работи с Йоко Оно за песента Kiss Kiss Kiss от албума Yes, I'm a Witch.
- Колаборира с групата Garbage на AmsterJam 2005 за създаването на микс между песента ѝ Fuck The Pain Away и тяхната – Push It
- През 2003 е на съвместно турне с Мерилин Менсън и пее с него песента Rock N Roll Nigger.
- Колаборира с Томи Съншайн за сингъла му Dance Among The Ruins.